# Вербенон
Вербенон (2-пинен-4-он) — природное вещество, относящееся к терпеноидам монотерпенового ряда. Так же, как и вербенол, своё название вербенон получил по имени широко распространённого травянистого растения вербе́на, (лат. Verbéna) или голубиная трава, из надземной части которого было выделено это соединение.

## Нахождение в природе и свойства
Содержится в некоторых эфирных маслах, в частности, в вербеновом. Вербенон — бесцветная жидкость с древесно-хвойным запахом. В воде нерастворим. На воздухе полимеризуется и становится более вязким, желтеет и утрачивает запах. Обладает антимикробным действием, аттрактантной и репеллентной активностью.

## Получение и применение
Получают вербенон окислением α-пинена. Наряду с вербенолом является одним из основных компонентов вербоксида, которых используется для ароматизации мыла и моющих средств, а также в парфюмерии.